# 하야시 곤스케
하야시 곤스케(일본어: 林権助, 1860년 3월 23일 ~ 1939년 6월 27일)는 일본의 외교관, 남작이다. 1904년 1월 러일전쟁 중 한일의정서를 체결하고, 이어 같은 해 8월 제1차 한일 협약, 이듬해 1905년 을사늑약까지 모두 그의 주도 하에 체결되었다.

## 출생과 유년시절
아이즈번(지금의 후쿠시마현)에서 태어났다. 하야시 마타사부로의 아들이며 조부는 아이즈번 대포 대장으로서 유명했다.
1868년, 도바 후시미 전투로 관군에 의해 부친과 조부를 잃고 가업을 잇게 되었다. 어린 나이에 아이즈 전쟁에 참가해, 아이즈 와카마츠성에서 농성하면서 관군과 싸웠다.
사쓰마번 출신의 육군 소좌이면서 아이즈, 사쓰마 양 번이 함께 공무합체파의 입장에 있었을 때에 하야시 곤스케의 조부와 친분이 있었던 고다마 사네후미(兒玉 實文)는 곤스케와 그의 모친의 어려운 사정을 알고 원조를 한다. 곤스케는 이 때부터 고다마의 원조 하에서 공부를 하였다.

## 외교관
도쿄 대학 예과를 거쳐 도쿄 대학에 진학한 뒤, 1887년 (메이지 20년) 외무성에 들어갔다. 인천과 상해의 일본 영사를 역임한 뒤, 영국과 청나라에 수석서기관으로 부임했다. 주영공사 가토 타카아키는 그의 재능을 높이 평가하였고, 또 사교적인 그의 성격으로 영국과 청의 인맥을 형성하는 것을 도와주었다. 1899년(메이지 32년) 외무성의 통상국장으로 발탁되었다.

### 주한공사 재임 중
하야시 곤스케는 1889년 인천 주재 부영사, 1900년 영사에 임명되었고, 본부통상국장을 거쳐 1899년 주한공사로 재차 부임했다. 1904년 1월 러일전쟁 중에 한국 정부가 한일협정서를 조인하는 데 관여하였다. 같은 해 8월 대한제국과 일본이 맺은 제1차 한일 협약, 이듬해 1905년 제2차 한일 협약(을사조약)이 그의 주도로 이루어졌다.

### 주청공사 등
메이지 39년 (1906년)에는 주청공사를 맡았고 1908년에는 주이탈리아 대사를 맡았다. 다이쇼 5년 (1916년) 주중대사로 임명되었다. 1920년에는 주영대사로 임명되었고, 1921년에 스위스에서 열린 국제 연맹 총회 및 근동평화회의의 일본 대표로 참석하였다. 1925년 주영 대사에서 물러나서, 당시 영국에 체재하던 쇼와 천황(히로히토)의 동생 지치부노미야를 모셨다. 1927년 6월, 일본으로 귀국하였고, 1934년에는 추밀원 고문으로 임명되었다. 추밀원 고문 임기 중인 80세에 사망했다.

## 기타
1936년 그의 업적을 기념해 남산의 통감관저 앞 뜰에 그의 동상이 세워졌다. 광복 이후 파손된 채로 잔재로 남아 있다가 2006년 8월 3일 동상의 잔해가 발견되었다. 2015년 8월 20일, 광복 70주년을 기념하여 치욕을 기억하자는 의미로 동상의 잔해를 모아 그의 이름을 거꾸로 새기고 설치해 두었다.